# Mentana (Olaszország)
Mentana település Olaszországban, Lazio régióban, Róma megyében. Lakosainak száma 22 544 fő (2023. január 1.). Mentana Fonte Nuova, Monterotondo, Palombara Sabina, Róma és Sant'Angelo Romano községekkel határos.

## Népesség
A település lakossága az elmúlt években az alábbi módon változott:
| Lakosok száma | 23 122 | 23 126 | 22 544 |
|               | 2017   | 2018   | 2023   |